# Rainer Werner Fassbinder
Rainer Werner Fassbinder (Bad Wörishofen, 31 de maio de 1945 — Munique, 10 de junho de 1982) foi um diretor de cinema e ator alemão, um dos mais importantes representantes do Novo Cinema Alemão.

## Biografia
Nasceu em Bad Wörishofen, uma cidade da Baviera. Durante a sua carreira, fez 43 filmes (incluindo dois curta-metragens e Berlin Alexanderplatz, de 15 horas e meia) e trabalhou como ator de cinema e teatro, cinegrafista, compositor, designer de produção, editor de cinema, produtor de cinema e administrador de teatro.
Fez, em média, um filme a cada 100 dias. Sua disciplina intensa e energia criativa fenomenal ao trabalhar faziam contraste com os excessos de relacionamentos destrutivos da sua vida pessoal com as pessoas que ele atraiu: atores (incluindo Kurt Raab e Hanna Schygulla), cinegrafistas e técnicos (notavelmente Michael Ballhaus) e da mesma forma John Cassavetes.
Fassbinder era bissexual assumido. Predominam em suas obras temáticas relativas à situação de "deslocados" na sociedade alemã. A condição humana, mesmo demonstrada através do amor lésbico, é o tema fundamental em seu filme As Lágrimas Amargas de Petra von Kant ou, em seu original, Die bitteren tränen der Petra Von Kant (1971).
A solidão, o medo, o desespero, uma angústia, uma busca pela própria identidade e o amor não correspondido são assuntos recorrentes em seus filmes. As paixões íntimas como forma de retratar uma época - conseqüências da Alemanha dos anos setenta que ainda carregava marcas do pós-guerra, da democracia recebida como compensação - e dar o testemunho de suas dificuldades econômicas, políticas, morais e sexuais são os grandes temas do cinema de Fassbinder. Nele sempre haverá um lugar essencial para uma mulher, figura que servirá para propagar diversas fórmulas de emancipação feminina e para representar a nação alemã, especialmente através de três heroínas que protagonizam sua trilogia da Alemanha Ocidental: Maria Braun, interpretada por Hanna Schygulla em "O Casamento de Maria Braun" (1979), Lola, vivida por Barbara Sukowa em "Lola" (1981) e Veronika Voss, interpretada por Rosel Zech em "O Desespero de Veronika Voss"(1982).
"O incrível era que esse contraditório animava os outros com seu medo", apontou certa vez o cineasta e ator Hark Bohm, que Juntamente com Susan Sontag considera Fassbinder uma das referências culturais do século XX.
Fassbinder morreu de uma overdose de cocaína e barbitúricos aos trinta e sete anos. Sua morte é considerada um marco do fim do Novo Cinema Alemão.

## Estilo
O estilo de Fassbinder é muito variado (clássico, barroco, realista, alegórico, expressionista, moderno), não apenas considerando o conjunto de sua filmografia, mas também cada filme em particular. À boca pequena se fala de Fassbinder como um grande diretor de cena, já que cada plano é minuciosamente desenhado para provocar um forte impacto estético na tela, com sobriedade e variações técnicas. Em seus primeiros filmes, abundam os planos lentos, muitas vezes estáticos e, inclusive, repetidos, como, por exemplo, em obras como Katzelmacher, de 1969, e Martha, de 1973.
Sua estreita colaboração com o câmara Michael Ballhaus permitiu ir ao fundo em todo o tipo de audácia na filmagem, conseguindo em alguns filmes verdadeiros atrevimentos técnicos, como em Roleta Chinesa, de 1976. Ambos ensaiaram juntos pela primeira vez o giro completo de 360 graus no filme Marta, que, posteriormente, se converteu na marca pessoal de Ballhaus em sua carreira em Hollywood, quando trabalhou ao lado de Martin Scorsese, Francis Ford Coppola e Paul Newman.
Esse atrevimento estético e técnico, no entanto, nunca foram meros exercícios de estilo. Sempre estiveram por trás de uma formação que Fassbinder herdou de mestres do melodrama hollywoodiano, como Raoul Walsh, de quem se apropriava do nome sempre como pseudônimo, ou Douglas Sirk, a quem conheceu pessoalmente, colaborando, inclusive, como ator em seu último filme, o curta-metragem Bourbon Street Blues, de 1978.
Com Ballhaus indo para os Estados Unidos, Fassbinder trabalhou com Xaver Scharzemberger, com quem rodou obras importantes, como As lágrimas amargas de Petra von Kant, Lola, assim como a mítica adaptação televisiva de Berlin Alexanderplatz, novela de autoria de Alfred Döblin. Em seus últimos filmes seu estilo se tornou ainda mais hermético, com seus filmes se tornando mais difíceis e com visões distanciadas do espectador, como em A Terceira Geração (1979); Um Ano de 13 Luas (1978); ambos filmados por ele, e o clássico Querelle (1982).

## Temas
Cinema de mulheres
Em sua filmografia, cheia de personagens femininos inesquecíveis, deve-se destacar algumas atrizes com quem trabalhou intensamente, como Hanna Shygulla, Margit Carstensen, Ingrid Caven ou Irm Hermann. Todas elas de sua mesma geração, formaram parte de uma equipe desde o início, porém Fassbinder também trabalhou com atrizes diferenciadas, como Brigitte Mira, com quem dividiu trabalhos como O Medo Devora a Alma, de 1974, e Viagem à Felicidade de Mamãe Küsters, de 1975.
Cinema gay
Mesmo com Fassbinder nunca fazendo um "cinema gay", no qual trata o ambiente e a vida homossexual em primeiro plano, em quase todos os seus filmes é possível encontrar personagens homossexuais e, como ele mesmo disse, sempre se pode notar uma sensibilidade gay em seus filmes. Além disso, algumas de suas obras tem como protagonistas um homossexual, como As Lágrimas Amargas de Petra von Kant, A Lei do Mais Forte e Querelle, baseada na obra Querelle de Brest, de 1947, de autoria de Jean Genet.
Retrato da Alemanha
Em sua profícua carreira, Fassbinder conseguir fazer um retrato exaustivo da Alemanha. Sua história, sua sociedade, cultura e geografia. Muitos críticos assinalam que as obras do diretor são indispensáveis para entender o que é hoje a Alemanha.
Ele filmou por todo o país, situando histórias em locais diversos, como Baviera, Baden, Frankfurt, Berlim. Retratou todas as classes sociais, como os burgueses, em Roleta Chinesa (1976), os comerciantes, em O Mercador de Quatro Estações (1972), o proletariado, em Viagem à Felicidade de Mamãe Küster (1975), o lúmpen, em O Amor é Mais Frio Que a Morte (1969), os intelectuais, em Satansbraten (1976), os jornalistas, em As Lágrimas Amargas de Petra von Kant (1974), ou os emigrantes, em Katzelmacher (1969).
Levou ao cinema obras capitais da literatura alemã, como Effi Brest (1894), de Theodor Fontane, considerado o mais importante escritor alemão do século XIX, tendo esse livro sido considerado a Madame Bovary alemã. Também filmou Berlin Alexanderplatz (1929), de Alfred Döblin, que retrata a crise social e moral da Alemanha pré-nazista.
Realizou também uma trilogia sobre a República Federal no pós-guerra, a era Adenauer, assim como retratou o nascimento do nazismo, assim como seu auge e queda, em filmes como Desespero (Eine Reise Ins Licht-Despair) e Lili Marlene.
Também retratou os assuntos sociais de sua época, como o terrorismo de extrema esquerda da RAF, em seu filme A Terceira Geração (1979). Participou de um filme coletivo, Alemanha no Outono (1978), junto com outros diretores esquerdistas para dar seu ponto de vista sobre a morte de três membros da RAF na prisão, em 1978, e sobre a radicalização do governo alemão sobre o tema segurança.
Douglas Sirk e o melodrama distante
A influência do melodrama norte-americano em Fassbinder irrompe a partir de 1971, quando vê uma série de filmes de Douglas Sirk em uma retrospectiva e decide ir conhecê-lo pessoalmente em sua casa, em Lugano, na Suíça. Os filmes de Sirk e o contato com ele fizeram com que Fassbinder buscasse um cinema mais popular, buscando um público mais abrangente, deixando de lado sua etapa mais cult, influenciada pela Nouvelle Vague.
Seu propósito desde esse momento foi criar filmes "como os de Hollywood, porém sem a hipocrisia". Com o modelo Douglas Sirk em mente, buscou a maneira de se comunicar com a massa sem truques de sentimentalismo, ressaltando a empatia natural do espectador e apresentando a história da maneira mais fria, intelectualizada e distanciada.
Essa intenção deu lugar a um estilo de filmar atrevido e moderno (tão moderno como suas primeiras obras, porém, com outra atitude). A presença da câmara se faz quase visível ao espectador, pelos ângulos, os movimentos e os planos, conseguindo, assim, uma antinaturalidade que pretende distanciar o espectador e obrigá-lo a julgar as histórias sem as manipulações sentimentais. Seu primeiro "melodrama distanciado" foi As Lágrimas Amargas de Petra von Kant, de 1972, que foi também seu primeiro êxito internacional.
Doppelgänger
Um tema que se repete constantemente na filmografia fassbinderiana é o desdobramento da personalidade. Suas películas estão cheias de espelhos, de personagens que sofrem crises de identidade, de confusões e de traumas. O próprio Fassbinder acreditava que para ser um artista era necessário se desdobrar, viver duas vidas em uma o que, quiçá, explicaria a sua incrível produtividade. Em Desespero (Eine Reise Ins Licht-Despair) o protagonista crê ter encontrado a solução para sua crise existencial ao conhecer um outro eu e planeja substituí-lo e romper de uma vez com sua existência. Em Querelle, dois irmãos se reencontrar para provocar confusão entre todos os seus pares e entre eles próprios.
Música
O particular tratamento do som nos seus filmes permitiu a Fassbinder conseguir o seu desejado "distanciamento dramático". Jogava com a dublagem — às vezes fazia com que os atores não dublassem a si próprios, mas a outras personagens da história —, com os canais de som — modificando a relação real dos ruídos na relação espaciotemporal — e com a música que incluía em seus filmes.
Sempre contou com a colaboração do músico Peer Raben, com quem compôs a letra de várias canções que foram gravadas por Hanna Schygulla ou Ingrid Caven. Também escolhia com esmero os temas musicais de suas obras, que tiveram temas desde música clássica até canções pop, das quais, aliás, ele era um grande aficionado.
Em alguns filmes é possível distinguir canções de Leonard Cohen, do Kraftwerk, ou dos The Walker Brothers, normalmente devido ao fato de a personagem decidir escutar essa música. Exemplos são quando Margit Carstenses, para acalmar sua fragilidade mental, escuta "Bird on the wire", de Cohen, em Medo do Medo; em A Roleta Chinesa, a criança e sua ama escutam e dançam Radioactivität, do Kraftwerk.

## Principais trabalhos
| Ano  | Título em alemão                       | Título em inglês                   | Meio   |
| ---- | -------------------------------------- | ---------------------------------- | ------ |
| 1969 | Liebe ist kälter als der Tod           | Love Is Colder Than Death          | Filme  |
| 1969 | Katzelmacher                           | Katzelmacher                       | Filme  |
| 1969 | Götter der Pest                        | Gods of the Plague                 | Filme  |
| 1969 | Warum läuft Herr R. Amok?              | Why Does Herr R. Run Amok?         | Filme  |
| 1970 | Rio das Mortes                         | Rio das Mortes                     | TV     |
| 1970 | Whity                                  | Whity                              | Filme  |
| 1970 | Die Niklashauser Fahrt                 | The Niklashausen Journey           | TV     |
| 1970 | Der Amerikanische Soldat               | The American Soldier               | Filme  |
| 1970 | Warnung vor einer heiligen Nutte       | Beware of a Holy Whore             | Filme  |
| 1971 | Pioniere in Ingolstadt                 | Pioneers in Ingolstadt             | Filme  |
| 1971 | Der Händler der vier Jahreszeiten      | The Merchant of Four Seasons       | Filme  |
| 1972 | Die bitteren Tränen der Petra Von Kant | The Bitter Tears of Petra Von Kant | Filme  |
| 1972 | Wildwechsel                            | Jail Bait                          | Filme  |
| 1972 | Acht Stunden sind kein Tag             | Eight Hours Are Not a Day          | TV     |
| 1973 | Welt am Draht                          | World on a Wire                    | TV     |
| 1973 | Martha                                 | Martha                             | TV     |
| 1973 | Angst essen Seele auf                  | Fear Eats the Soul                 | Filme  |
| 1974 | Fontane Effi Briest                    | Effi Briest                        | Filme  |
| 1974 | Faustrecht der Freiheit                | Fox and His Friends                | Filme  |
| 1975 | Mütter Küsters Fahrt zum Himmel        | Mother Küsters Goes to Heaven      | Filme  |
| 1975 | Der Müll, die Stadt und der Tod        | Garbage, the City and Death        | Teatro |
| 1976 | Ich will doch nur, daß ihr mich liebt  | I Only Want You to Love Me         | TV     |
| 1976 | Satansbraten                           | Satan's Brew                       | Filme  |
| 1976 | Chinesisches Roulette                  | Chinese Roulette                   | Filme  |
| 1977 | Bolwieser                              | The Stationmaster's Wife           | Filme  |
| 1978 | Despair – Eine Reise ins Licht         | Despair - A Jouney into Light      | Filme  |
| 1978 | Deutschland im Herbst                  | Germany in Autumn                  | Filme  |
| 1978 | Die Ehe der Maria Braun                | The Marriage of Maria Braun        | Filme  |
| 1978 | In einem Jahr mit 13 Monden            | In a Year of 13 Moons              | Filme  |
| 1979 | Die dritte Generation                  | The Third Generation               | Filme  |
| 1980 | Berlin Alexanderplatz                  | Berlin Alexanderplatz              | TV     |
| 1980 | Lili Marleen                           | Lili Marleen                       | Filme  |
| 1981 | Lola                                   | Lola                               | Filme  |
| 1982 | Die Sehnsucht der Veronika Voss        | Veronika Voss                      | Filme  |
| 1982 | Querelle                               | Querelle                           | Filme  |